# سفاري

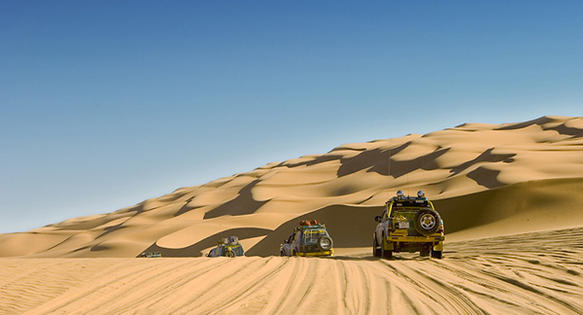
سفرية بسيارات في صحراء النوبة شرق السودان.

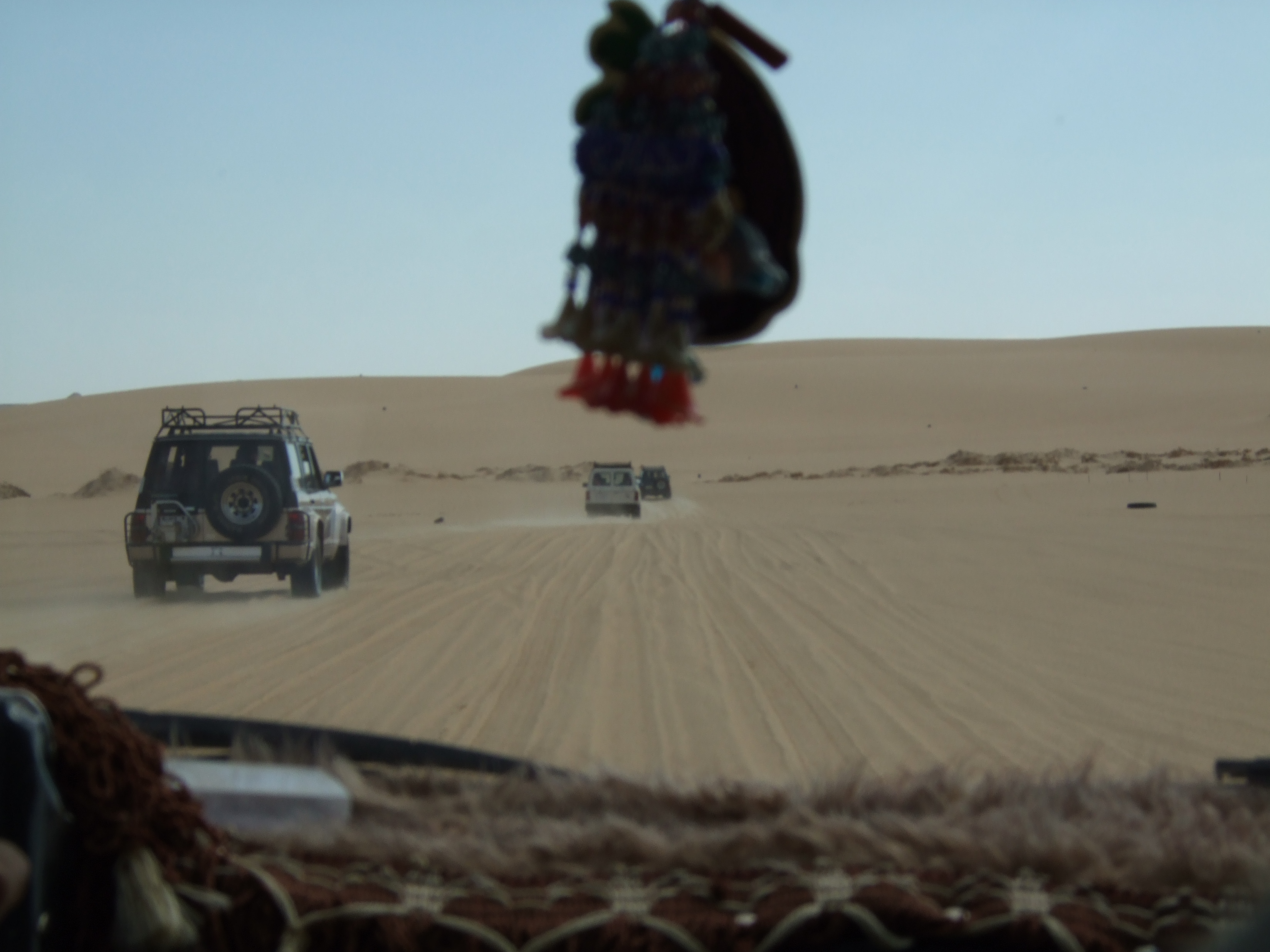
سفرية بالصحراء الغربية قرب واحة سيوة المصرية.

السَفَريّة أو السفاري هي نمط من الرحلات البرية بدأه الرحالة والمستكشفون الأوروبيون في أفريقيا في القرن الثامن عشر، مستعينين عادة بأدلة أفارقة محليين، بغرض السياحة ومشاهدة الحيوانات البرية والاستمتاع بالبراري الأفريقية ونمط حياة التخييم وقامت حوله ثقافة فرعية كأحد أنماط السياحة الكشفية مرتبط بطراز معين من الملابس تعرف باسمه.

## أصل الكلمة
سفاري كلمة عربية (وهي جمع سفرية) من الجذر (سَفَر) وتنطق (səˈfɑːri) حيث أخذت من اللغة السواحلية، حيث تحورت الكلمة من الجذر العربي (سَفَر)، وهي أيضاً مرادفة للكلمة العربية (رحلة)، وقد دخلت الإنجليزية في أواخر القرن التاسع عشر للدلالة على ذلك النوع من الرحلات.

## كسياحة
في العصر الحديث تقوم السياحة في عديد من الدول الإفريقية مثل تنزانيا وكينيا وجنوب إفريقيا ومصر غيرها على تنظيم رحلات السفاري وما يتعلق بها من خدمات، كما تخصص محميات طبيعية شاسعة للحيوانات لهذا الغرض.
كما أن مفهوم السفاري اتسع ليشمل الرحلات البحرية، وكذلك الرحلات في أصقاع أخرى من من العالم غير إفريقيا، لكنه يرتبط بالرحلات التي تتضمن المواقع الطبيعية للحيوانات البرية بشكل عام، أو التي تستهدف بيئات ذات طبائع حياتية خاصة.
وفي العقدين الأخيرين أصبحت الفكرة جذابة حتى أصبحت بعض الدول تنشيء بيئة خاصة لتنظيم مثل هذه الرحلات، فتجد في الإمارات العربية المتحدة مثلاً بعض المواقع التي يتم التسويق لها لرحلات السفاري الصحراوية والتخييم، كما تجد أيضاً بعض المواقع التي يتم تصميمها على أنماط الغابات الآسيوية والإفريقية ويتم استيراد الحيوانات البرية لتعيش فيها فتصبح محطة سياحية جذابة.
وهناك دول أخرى بدأت بالفعل بالاهتمام بهذا النمط السياحي، ويوجد نسبة لا بأس بها من السياح بالتنسيق مع الأشخاص المحليين لتنظيم رحلات صحراوية وتخييم كما نراه في صحراء الربع الخالي في المملكة العربية السعودية، وغيرها.